# Batalla de Paso de Cahuenga
La batalla de Paso de Cahuenga fue un hecho de armas ocurrido en 1831 en las cercanías de Los Ángeles, California, entre las fuerzas del gobernador de California, Manuel Victoria, y ciudadanos en general. Dos personas, Pacheco, del lado de las fuerzas leales al gobierno y Ávila, en el otro, fueron muertos, aunque Victoria fue severamente herido.
Un pequeño grupo de las más ricas personas de Alta California se reunió con el gobernador Manuel Victoria para exigir reformas democráticas. Victoria, por su parte, nombró a José Carrillo y Abel Stearns traidores, y dijo que ambos deberían ser ejecutados; posteriormente, conmutó su ejecución por la pena de permanecer en prisión en Alta California.
El anterior gobernador, José María de Echeandía, era muy popular, por lo que los ricos de la zona, y otros hacendados sugirieron a Echeandía formar un pequeño ejército para poner fin a su gubernatura. Ellos se dieron a la tarea de armar fuerzas con pocos recursos, que pronto se dirigieron a Los Ángeles, y tomaron el pueblo. Victoria escapó con algunas de sus fuerzas, organizando sus fuerzas para elaborar un nuevo ataque, misma que libró el 5 de diciembre de 1831, en el actual Cahuenga Pass.
El ejército de Victoria era menos de la mitad en cuestión a tamaño al de su enemigo. Preocupado por tal situación ordenó a sus hombres disparar contra el enemigo. Los rebeldes respondieron disparando al frente del ejército de Victoria.
Desafortunadamente, cuando Victoria ordenó a sus hombres que dispararan, el Capitán José Antonio Romualdo Pacheco (padre del futuro gobernador Romualdo Pacheco), no entendió las órdenes, pues pensó que la orden fue atacar con la caballería su retaguardia.... cosa que el hizo, pero sin recibir apoyo alguno. 
Él se encontraba armado con una lanza; hasta que descubrió que se encontraba sólo en su empresa. El gobernador Victoria sobrevivió, aunque tuvo que renunciar a su cargo de gobernador de la Alta California. El gobernador anterior, Echeandia, fue elegido nuevo gobernador hasta que José Figueroa entró en funciones el 14 de febrero de 1833.